# 프리셀
프리셀(FreeCell)은 솔리테어의 일종이다. 게임의 목표는 캐스케이드의 카드들을 4칸의 프리셀을 활용하여 모두 맨 위의 홈셀로 올리는 것이다.

## 게임 방법

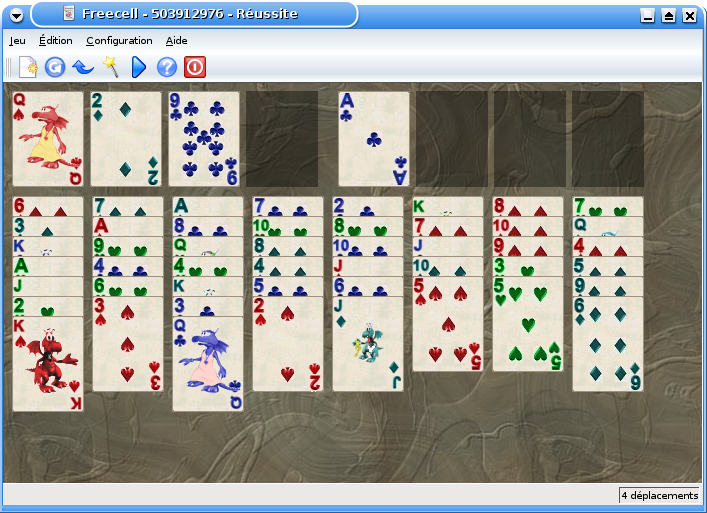
프리셀의 KDE용 게임

먼저 프리셀을 시작한다. 맨 처음에는 4개의 프리셀은 좌측에, 홈셀은 우측에 위치하며, 아래의 카드 52장은 왼쪽부터 세로 4줄에는 7장, 오른쪽에는 6장씩 위치한다. 줄을 쌓을 때는 카드 색깔을 교대로 가장 높은 숫자(K)에서 가장 낮은 숫자(A) 순으로 옮긴다. 프리셀의 카드는 홈셀이나 다른 줄의 맨 아래로 옮길 수 있으며, 다른 줄의 맨 아래에 있는 카드도 마찬가지이다. 홈셀로 올린 카드는 다시 내릴 수 없다.

## 복잡도
카드의 개수를 4*n개로 일반화 시킨 경우 NP-완전이다.

## 같이 보기
- 클론다이크

## 참고
- 거의 모든 게임은 이길 수 있다고 알려져있다. 다만 마이크로소프트의 프리셀의 -1,-2,11982등 풀수 없는 문제도 존재한다.
- 마이크로소프트사의 기본 게임에 수록되어있다. 이에 대해서는 프리셀 (윈도)를 참고하라.